# مرغ کونگ پائو

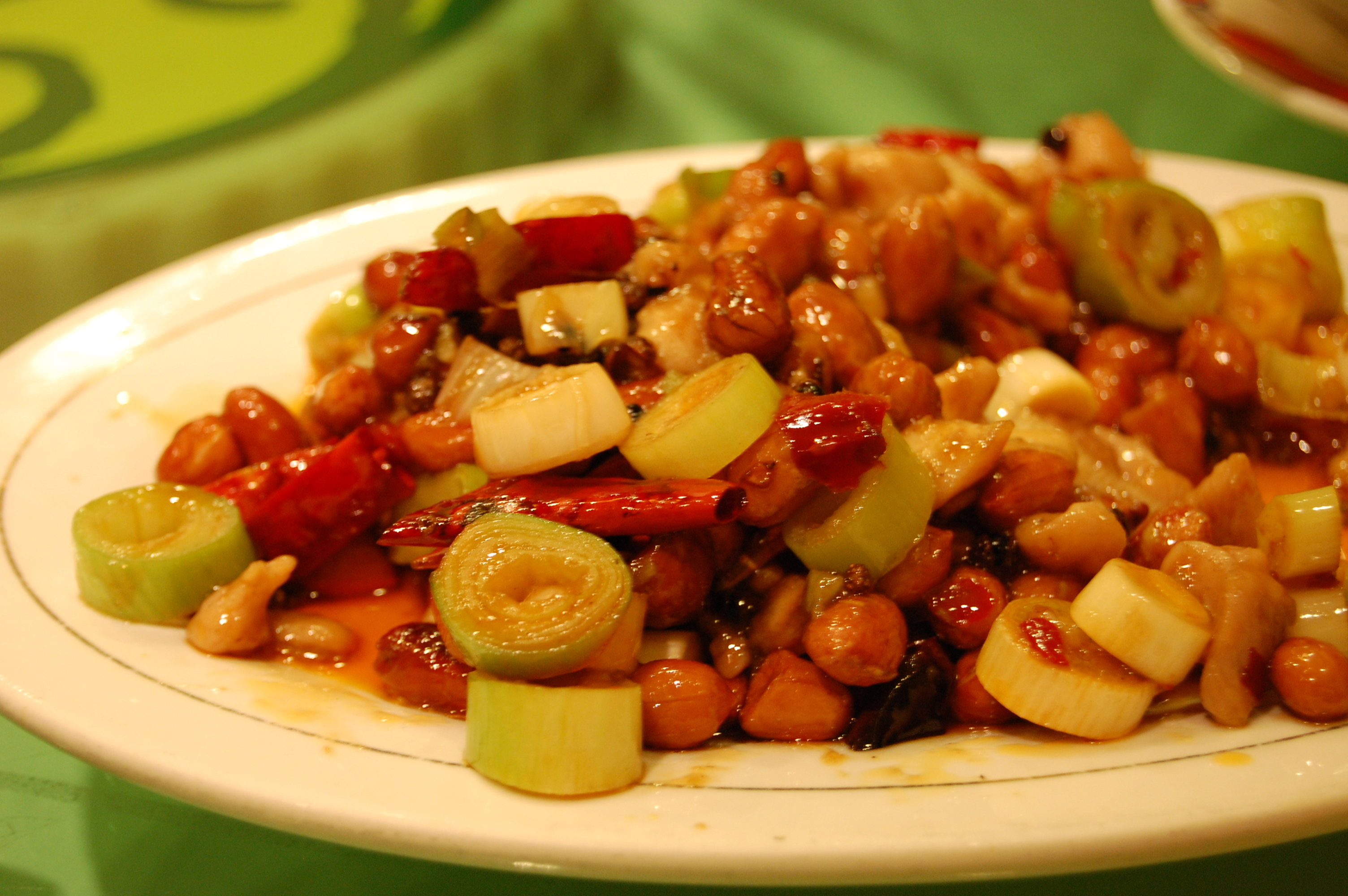
مرغ کونگ پائو به مدل سیچوآن

مرغ کونگ پائو (چینی: 宫保鸡丁)، خوراکِ چینی تند، تفت داده شده در روغن داغ است که با مرغ، بادام زمینی، سبزیجات (به طور سنتی فقط تره‌فرنگی)، و فلفل تند تهیه می‌شود. روش اصیل تهیهٔ این خوراک در آشپزی سیچوآن در استان سیچوآن جنوب غرب چین است و شامل فلفل سیچوآن نیز می‌شود. با اینکه این خوراک متعلق به چین است، در هر منطقه انواع مختلفی از آن وجود دارد که معمولاً از مدل سیچوآن تندی کمتری دارد. مرغ کونگ پائو همچنین یکی از اصلی‌ترین غذاهای غربی‌شده‌ی آشپزی چینی می‌باشد.

## نگارخانه

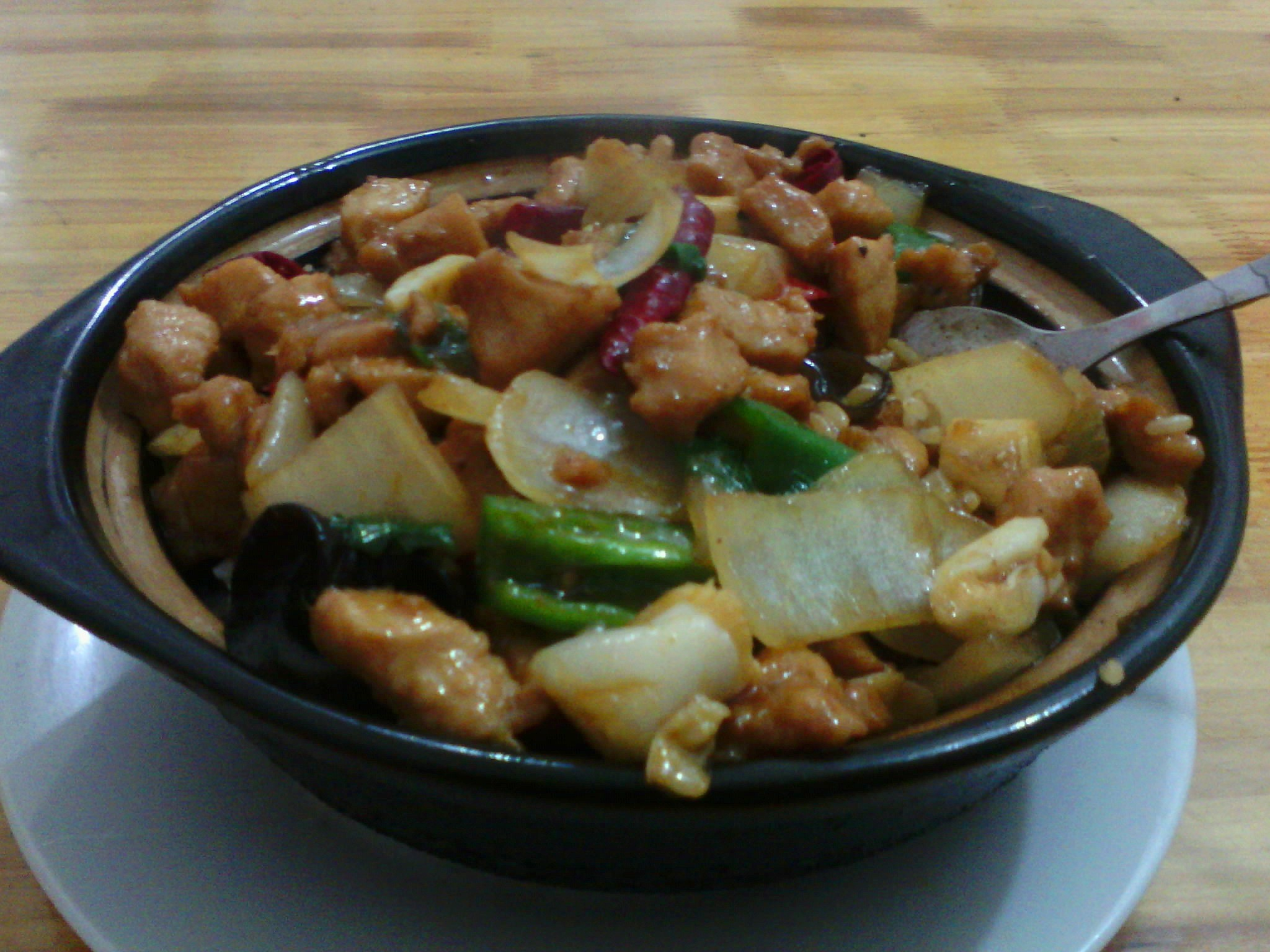
مدل آن‌هوئیِ مرغ کونگ پائو، سروشده در ظرف چدنی.
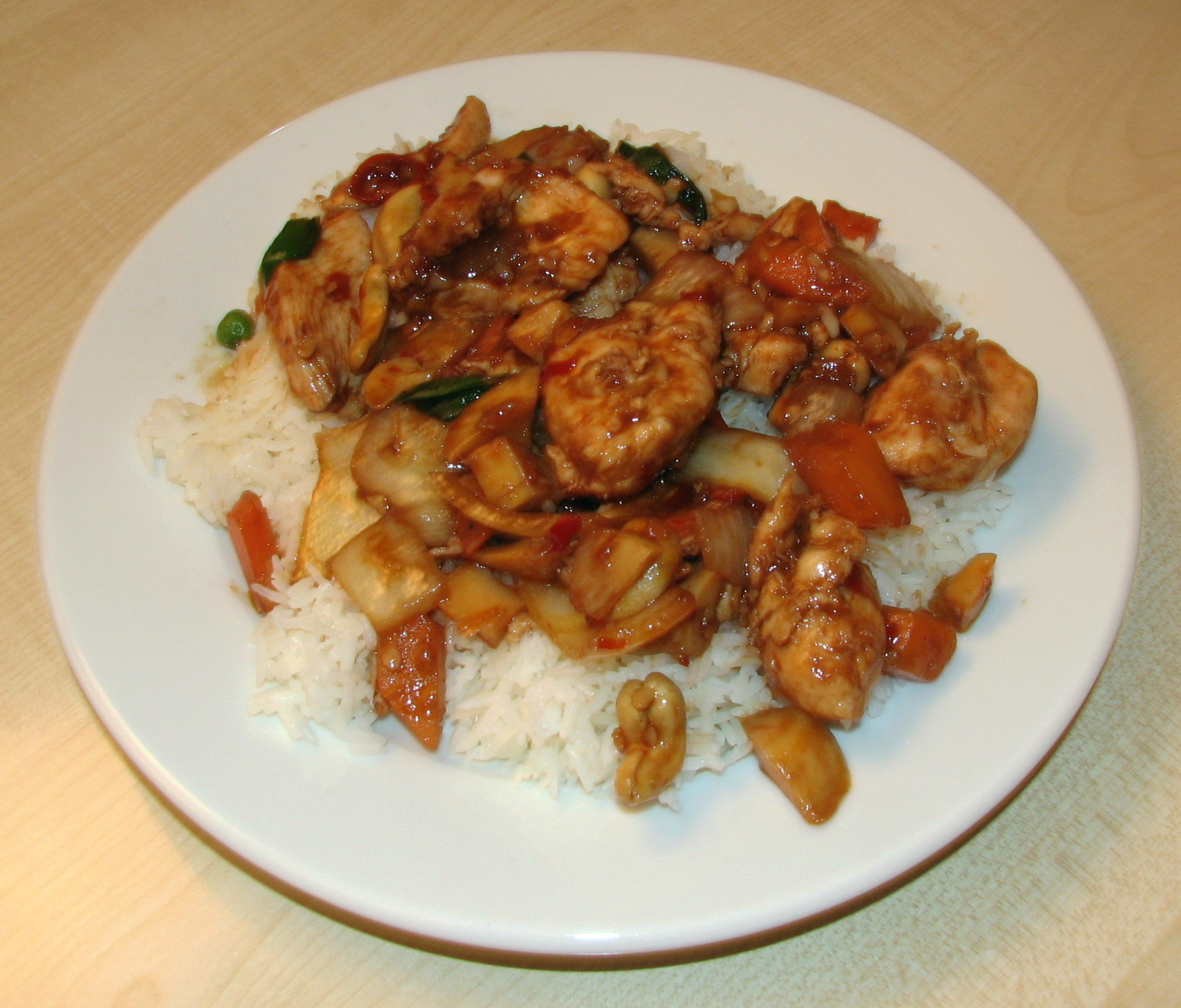
مدل غربی‌شده‌ی مرغ کونگ پائو، سروشده در شهر لندن.
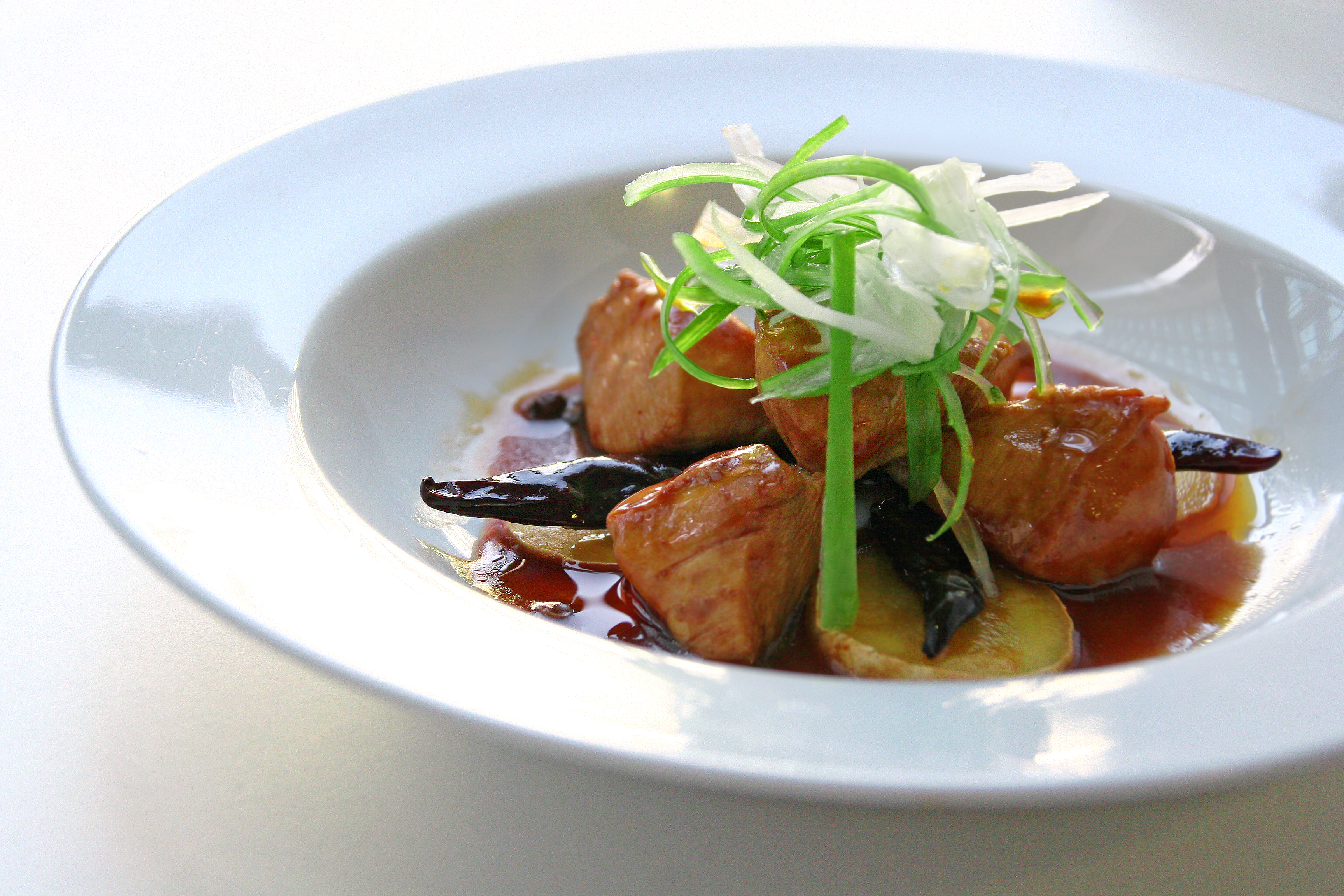
مدل دیگری از مرغ کونگ پائو.
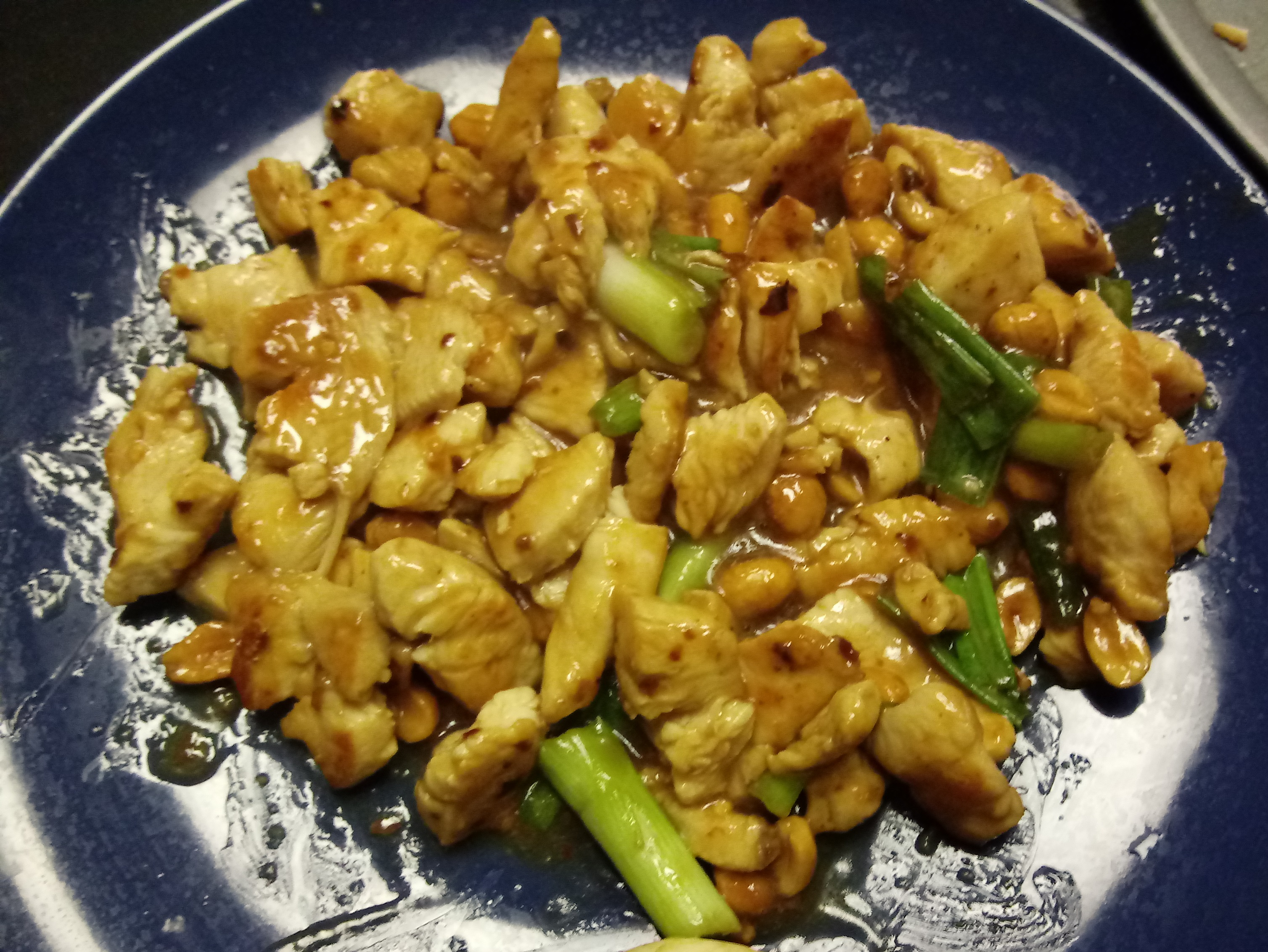
یک بشقاب از خوراک مرغ کونگ پائو خانگی در فرزنو، کالیفرنیا.